# Micropsectra longicrista
Micropsectra longicrista е вид насекомо от разред Двукрили (Diptera), семейство Хирономидни (Chironomidae).. Среща се в Германия.